# 潮汕站
潮汕站是厦深铁路和梅汕铁路在广东省内设立的一个站点，位于潮州市潮安区沙溪镇，服务潮州、汕头、揭阳三市，日均客流在3万人以上。车站距离潮州市区18km、汕头市区约22km、揭阳市区23km，距离揭阳潮汕机场约8公里。從车站坐公交去潮州市大约一個半小时，计程车约半小时。

## 改造
2018年8月开始，车站开始梅汕铁路双向接入和增加潮汕动车所2股道工程改造。
为使梅汕铁路接入潮汕站和杭深铁路，从2019年5月14日22时35分到15日凌晨3时，潮汕站开始进行道岔和“四电”等设备的改造，有500人参与了此次施工；广州铁路局和武汉电气化局作为施工单位，在现场建立了指挥中心，并派出专家团队和无人机来确保工程的进程。5月15日7时，试验动车组到达潮汕站，标志着改造工程完成。此次改造的施工项目多、难度大、安全风险高，是全中国既有高铁站最大和最难的改造施工之一。
2019年10月11日，随着梅汕铁路通车，本站将成为电子客票试点车站之一。據中共潮汕站黨總支書記周胤龍所述，當局預計於梅汕鐵路開通後，每天從梅汕地區經潮汕站中轉、換乘或終到之乘客約有5,000人次左右。為此，該站為梅汕鐵路開通而增開了兩個站台面，並加開4台自動售取票機，同時提供旅客便捷換乘之通道。
2020年7月8日，潮汕站南站房改扩建项目地下基建全面完工。

## 车站结构

### 站房
潮汕站站房建筑面积为10000平方米（其中主站房7000平方米，次站房3000平方米）。站房设计最高聚集人数为2000人。站房综合楼主体为地上一层，采用双站房形式，主站房位于潮州方向，次站房位于汕头方向，南北站房通过旅客地道连通，南北两侧都可以进出站。现因为车站扩建改造，南站房及南侧出入口暂停使用，旅客暂需要统一在北站房候车。
该站暂不支持二维码电子票乘车。

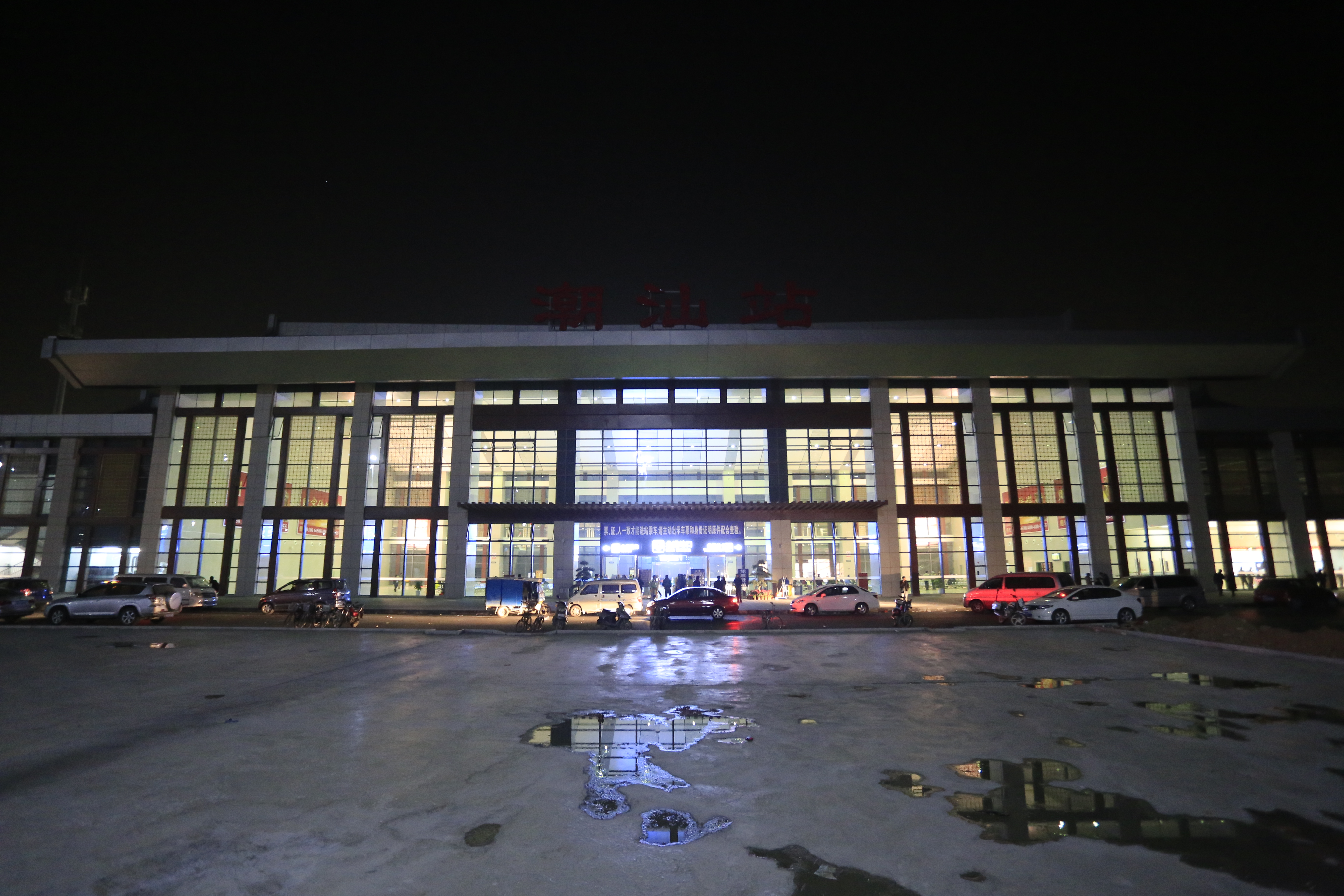
北站房
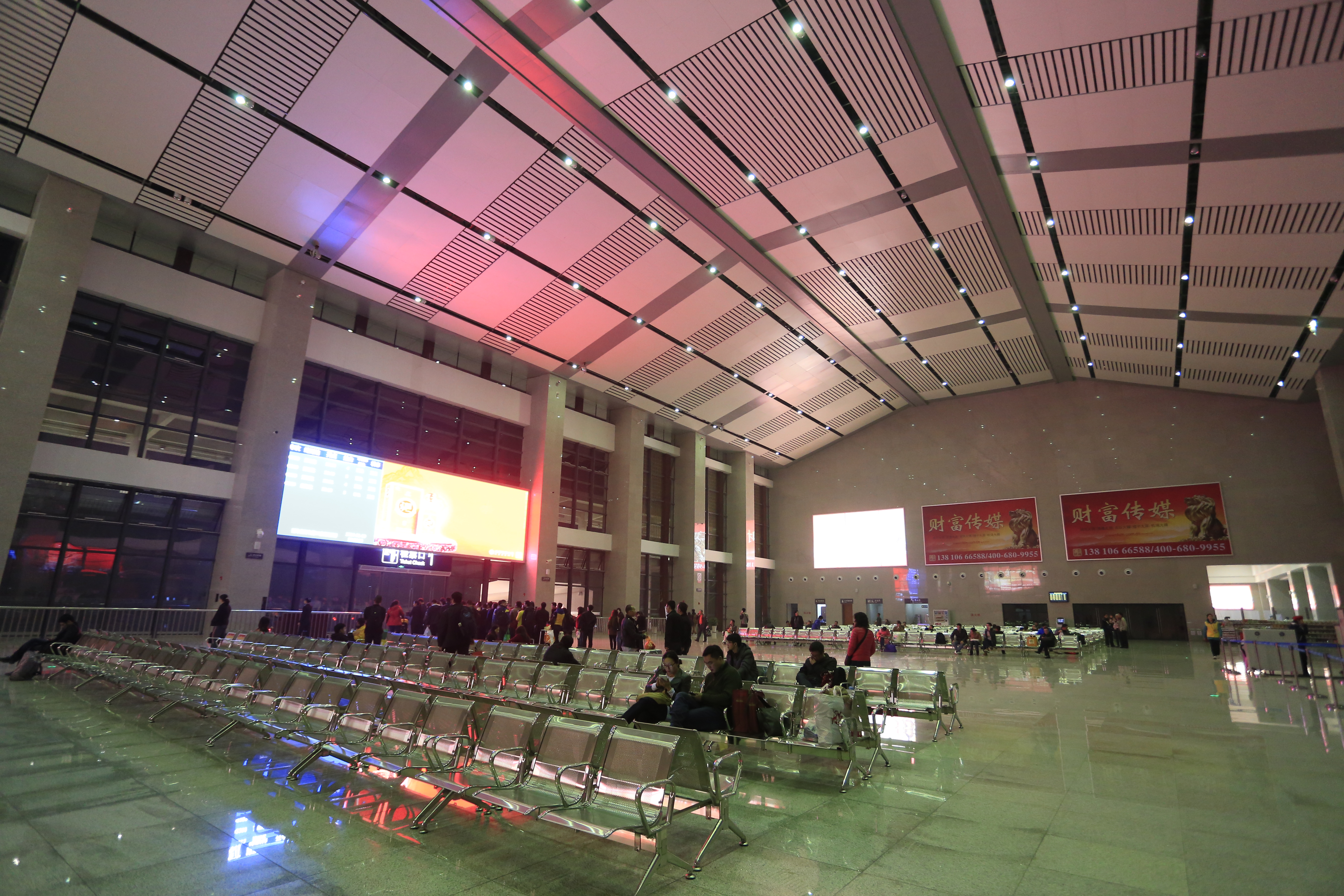
北站房候车室
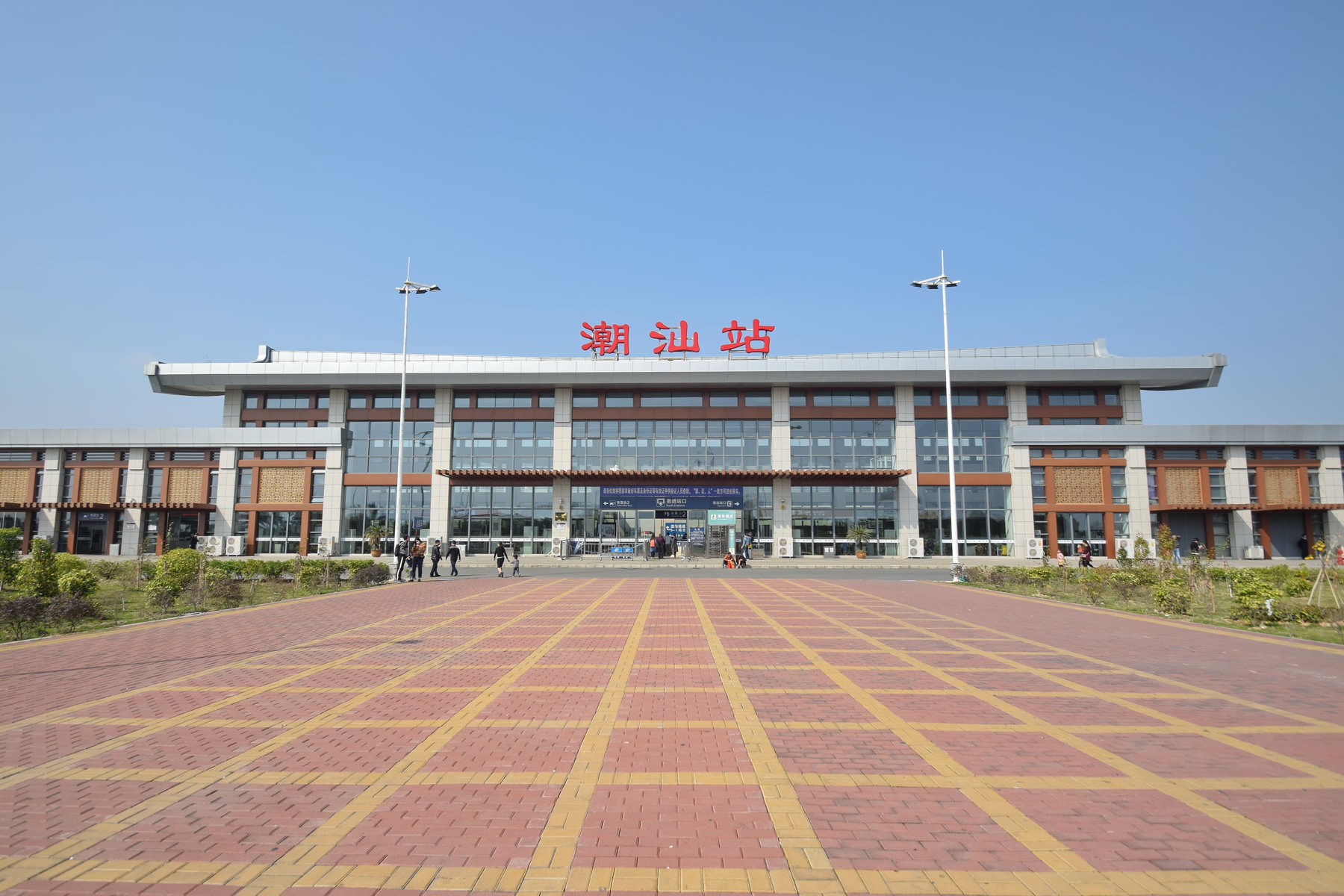
改扩建前的南站房
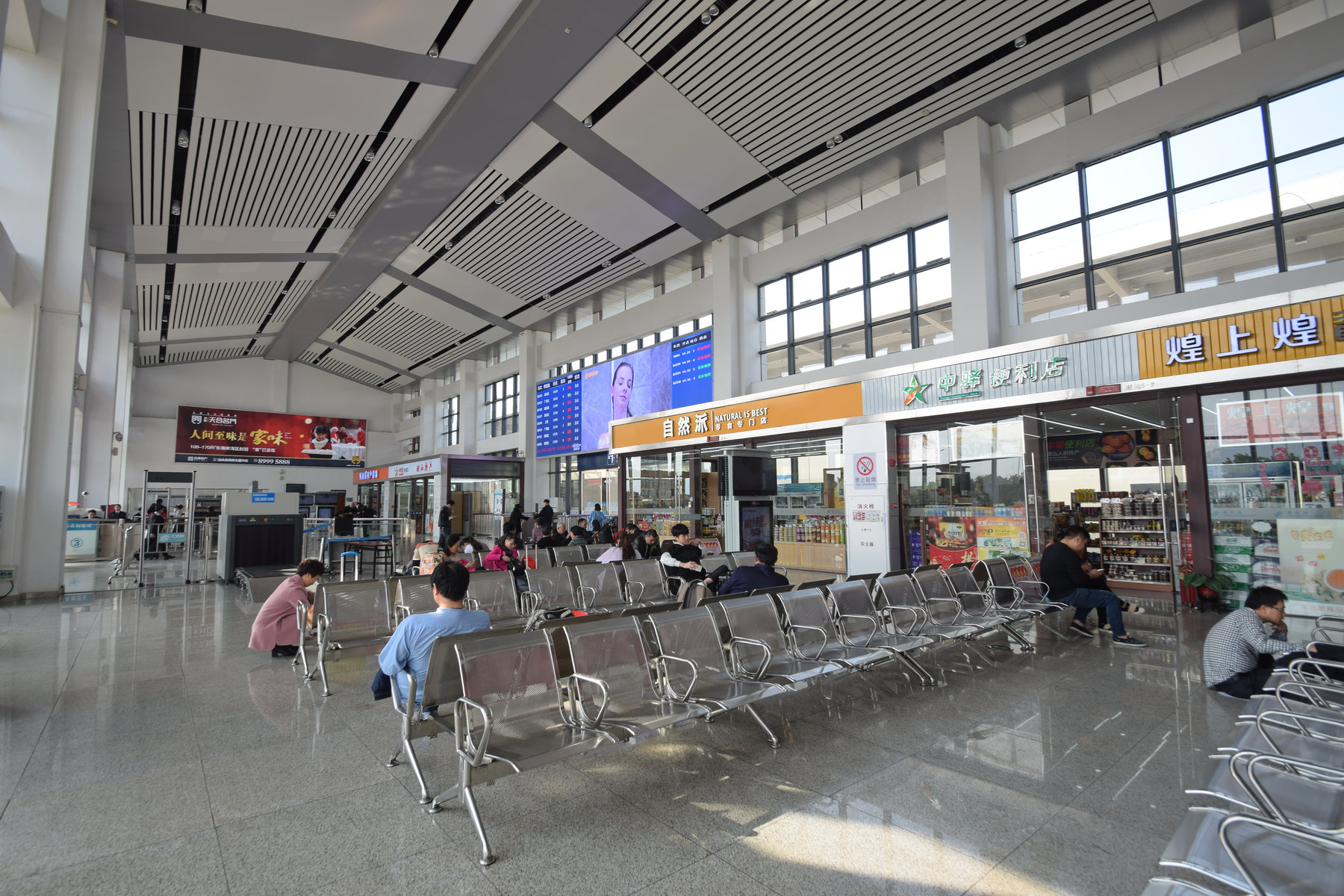
改扩建前的南站房候车室
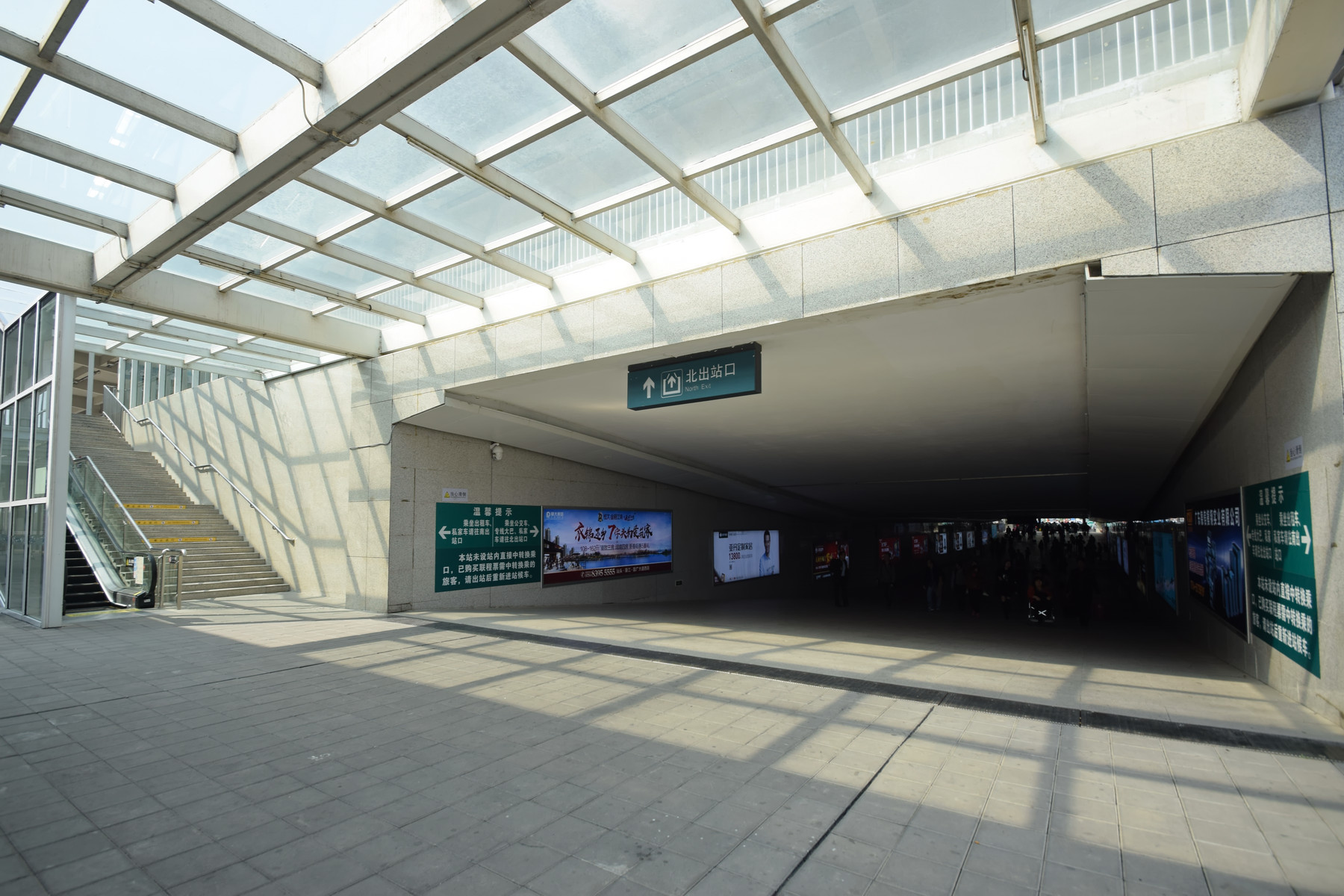
出站通道

### 站场
潮汕站设4站台10线，其中正线2条，到发线6条，站台为四个岛式。
| 北站房 |          | 售票、候车、便利店、出站、快餐厅、高铁商务休息室 |
| 站台   | 侧式站台 | 侧式站台                                         |
| 站台   | 1站台    | 杭深线往杭州东方向（饶平）（暫停使用）           |
| 站台   | 2站台    | 杭深线往杭州东方向（饶平）                       |
| 站台   | 岛式站台 |                                                  |
| 站台   | 3站台    | 杭深线往杭州东方向（饶平）                       |
| 站台   | 正线     | 梅汕线 上行列车通过线                            |
| 站台   | 正线     | 杭深线 上行列车通过线                            |
| 站台   | 正线     | 杭深线 下行列车通过线                            |
| 站台   | 正线     | 梅汕线 下行列车通过线                            |
| 站台   | 4站台    | 杭深线往深圳北方向（潮阳）                       |
| 站台   | 岛式站台 |                                                  |
| 站台   | 5站台    | 杭深线往深圳北方向（潮阳）                       |
| 站台   | 6站台    | 杭深线往深圳北方向（潮阳）                       |
| 站台   | 侧式站台 |                                                  |
| 南站房 |          | 售票、候车、便利店、出站（改造中、暂停使用）     |

## 连接交通
| 编号 | 编号             | 线路               | 线路 | 线路               | 收费   | 运营商   | 备注 |
| ---- | ---------------- | ------------------ | ---- | ------------------ | ------ | -------- | ---- |
|      | 揭阳潮汕高铁快线 | （揭阳）进贤门总站 | ⇆    | （潮州）潮汕高铁站 | 2–20元 | 揭阳公交 |      |

| 编号 | 编号    | 线路                             | 线路 | 线路                             | 收费   | 运营商            | 备注     |
| ---- | ------- | -------------------------------- | ---- | -------------------------------- | ------ | ----------------- | -------- |
|      | K1      | 韩师学子客运站                   | ⇆    | 高铁潮汕站（汕潮揭公交枢纽总站） | 8元    | 粤运潮州          | 大站快线 |
|      | K2      | 高铁潮汕站（汕潮揭公交枢纽总站） | ⇆    | 陶瓷学院（韩师·韩东校区）        | 2–10元 | 粤运潮州          |          |
|      | 181汕头 | （汕头）汕大附一医院             | ⇆    | （潮州）高铁潮汕站               | 5–10元 | 潮州粤运 南辰公交 |          |

## 利用状况
截至2025年7月1日全国铁路季度调图，潮汕站满图下共开行322趟列车，其中日常开行283列。